# Legend Land
| Críticas profissionais | Críticas profissionais |
| Avaliações da crítica  | Avaliações da crítica  |
| Fonte                  | Avaliação              |
| ---------------------- | ---------------------- |
| About.com              | [ 1 ]                  |
| Blabbermouth.net       | [ 2 ]                  |
| Kerrang!               | [carece de fontes?]    |

Legend Land  é um EP da banda norueguesa/alemã de metal sinfônico Leaves' Eyes, lançado em 2 de junho de 2006 seguindo o álbum Vinland Saga. Quase todos os vocais foram feitos pela vocalista norueguesa Liv Kristine, com alguns vocais guturais feitos pelo produtor e seu marido Alexander Krull nas faixas "Legend Land", "Viking's Word" e "The Crossing".

## Lista de faixas
Todas as letras escritas por Liv Kristine e toda as músicas compostas por Alexander Krull, Chris Lukhaup, Thorsten Bauer e Mathias Röderer.
| N.º            | Título                           | Duração |  |
| 1.             | "Legend Land"                    | 3:43    |  |
| 2.             | "Skraelings"                     | 3:34    |  |
| 3.             | "Viking's Word"                  | 3:35    |  |
| 4.             | "The Crossing"                   | 3:18    |  |
| 5.             | "Lyset"                          | 2:15    |  |
| 6.             | "Legend Land" (versão estendida) | 4:43    |  |
| Duração total: | Duração total:                   | 21:08   |  |

## Créditos
Integrantes
- Liv Kristine Espenæs Krull - vocais principais, teclados
- Alexander Krull - vocais guturais, programação, teclados, samples
- Thorsten Bauer - guitarras, teclados
- Mathias Röderer - guitarras, teclados
- Christopher Lukhaup - baixos, teclados
- Moritz Neuner - baterias, percussão, tecladdos

Produção
- Produzido, engenhado, mixado e masterizado por Alexander Krull no Mastersound Studios
- Engenheiros assistentes de gravação: Mathias Röderer, Thorsten Bauer e Chris Lukhaup

Músicos adicionais
- Timon Birkhofer - violoncelo
- Sarah Nuchel - violino

## Desempenho
| Ano  | Tabela musical             | Posição |
| ---- | -------------------------- | ------- |
| 2006 | Ranking de singles alemães | 75      |